# Mudanças fonológicas do latim clássico para o proto-romance
Um resumo aproximado das mudanças sonoras do latim clássico para o proto-romance. A ordem das mudanças é incerta.

## Mudanças gerais
- /h/ se perde em todas as posições.[1]
  - Se o resultado disso for o encontro de duas vogais idênticas, elas acabarão por coalescer na vogal longa correspondente, como em /koˈhorte/ > /ˈkoːrte/.[2]

- Um /m/ final átono se perde sem deixar vestígios em polissílaboss, como em /ˈnunkʷam/ > /ˈnunkʷa/ . [3]
  - Em monossílabos (tônicos) tende a sobreviver como /n/, como em /ˈkʷem/ > /ˈkʷen/ > espanhol quién . [4]

- Os grupos que consistem em uma oclusiva seguida por uma consoante líquida deslocam a sílaba tônica para a frente, como em /ˈinteɡram/ > /inˈteɡra/ . [5]
  - Dois contra-exemplos são /ˈpalpebraːs/ e /ˈpullitra/, a julgar pelos resultados palpres  e poltre em francês antigo. [6]
- /n/ é perdido antes das fricativas, deixando a vogal precedente alongada (com consequente perda de nasalização), como em /ˈsponsa/ > /ˈspoːsa/ . [7]
  - /n/ é frequentemente retido ou restaurado posteriormente se pertencer a um prefixo ( in- ou con -) ou a uma palavra que tem formas onde uma fricativa não segue /n/, como em /deːˈfensa/ > Francês défense, graças a formas relacionadas, como o infinitivo /deːˈfendere/ > Francês défendre . [8]
- Sequências de dois /i(ː)/ geralmente se coalescem num único /iː/ longo, como em /au̯ˈdiiː, konˈsiliiː/ > /au̯ˈdiː, koːˈsiliː/ . [9]

- Em algumas áreas da periferia imperial, sobretudo rurais,, os ditongos /ae̯/ e /au̯/ reduzem-se para /eː/ e /oː/ respectivamente nos tempos do latim clássico. A influência desses dialetos fez com que várias palavras latinas adquirissem variantes monotongadas desde o início, como em /ˈfae̯ks~ˈfeːks/ ou /ˈkau̯lis~ˈkoːlis/ . A maioria das palavras, no entanto, permanece inalterada por esse fenômeno. [10]
  - Mais tarde, o latim 'mainstream' passa por uma monotongação geral de /ae̯/ para /ɛː/, [a] e de /oe̯/ para /eː/, e /au̯/ permanece intacto na maioria dos casos, como em /'lae̯ta, 'poe̯na, 'au̯rum/ > /'lɛːta, 'peːna, 'au̯ru/ .

- /w/ se transforma na fricativa /β/, tal qual /b/ em posição intervocálica, como em /ˈwiːwere, ˈtrabem/ > /ˈβiːβere, ˈtraβe/.[11]
  - /β/ intervocálico em contato com vogal oral arredondada costuma desaparecer, como em /ˈriːwus/ > /ˈriːβus/ > /ˈriːus/.[12]
    - Geralmente o /β/ será restaurado se outras formas da palavra contiverem uma vogal não-arredondada, como no nominativo plural /ˈriːβiː/.[13]

- Em hiato, as vogais anteriores átonas tornam-se /j/, e as vogais posteriores átonas tornam-se /w/, como em /ˈfiːlius, ˈsapuiː/ > /ˈfiːljus, ˈsapwiː/ . [14]
  - O mesmo processo também afeta as vogais anteriores e posteriores tônicas no hiato se elas forem antepenúltimas. Quando o resultado desse processo for /j/, a tônica primária muda para a vogal seguinte, mas quando o resultado é /w/, a sílaba tônica salta para a sílaba precedente, como em /fiːˈliolus, teˈnueram/ > /fiːˈljolus, ˈtenwera/ . [15]
  - Se /w/ for formado após uma consoante geminada, será sincopado, como em /batˈtuere/ > /ˈbattwere/ > /ˈbattere/ . [16]
  - /w/ cai antes de vogais posteriores átonas, como em /ˈkarduus, ˈunɡuoː/ > /ˈkardwus, ˈunɡwoː/ > /ˈkardus, ˈunɡoː/ . [17]
    - /w/ ocasionalmente também cai antes de vogais não posteriores átonas, como em /februˈaːrius/ > /feˈβrwaːrjus/ > /feˈβraːrjus/ .
    - Da mesma forma, /kʷ/ é delabializado para /k/ antes de vogais posteriores, sejam elas tônicas ou não, como em /ˈkʷoːmodo, ˈkokʷoː/ > /ˈkoːmodo, ˈkokoː/ .

  - Se essas mudanças resultarem em sequências de /je(ː)/ ou /wo(ː)/, eles se fundem para /eː/ e /oː/ respectivamente, como em /paˈrieteːs, duˈodekim/ > /paˈrjeteːs, ˈdwodeki/ > /paˈreːteːs, ˈdoːdeki/ . [18]
  - Se um /j/ formar-se após /kʷ/, o /kʷj/ resultante se simplifica e deslabializa para /kj/, como em /ˈlakʷeum/ > /ˈlakʷju/ > /ˈlakju/ . [19]

- /u/ sofrerá alçamento antes de /i(ː)/ ou /j/, como em [ˈkʊi̯, ˈfʊiː] > [ˈkui̯, ˈfuiː] > Italiano cui, fui[20] (e não *coi, *foi).
- /ɡ/ antes de /m/ vocaliza-se em /u̯/, como em /fraɡˈmenta, ˈsaɡma/ > /frau̯ˈmenta, ˈsau̯ma/.[21]
- /ks/ reduz-se a /s/ quer antes ou depois de consoante ou no fim de palavras de mais de uma sílaba, como em /ˈkalks, ˈsekstus/ > /ˈkals, ˈsestus/.[22]
  - Em posição intervocálica, pode sofrer metátese em /sk/, como em /ˈwiːksit/ > /ˈβiːskit/.
- Palavras que começam com /sC/ ganham uma vogal protética [ɪ], a menos que sejam precedidas por palavras que terminem em vogal, como em [ˈskɔla] > [ɪsˈkɔla].[23]
  - As primeiras atestações inequívocas ocorrem em inscrições do século II d.C. Nalgumas línguas, como o espanhol, o /sC/ inicial de palavra continua a ser fonologicamente desautorizado até hoje. Noutras variedades românicas, como o romeno, a vogal de apoio parece ter sido abandonada desde cedo, resultando na restauração do /sC/ inicial. Embora quase não haja nenhuma evidência direta de inscrição da vogal de apoio nas inscrições latinas nos Balcãs, o seu desenvolvimento e subsequente perda são considerados indiretamente atestados pela queda da inicial da palavra /e/ antes de /sC/ nos casos em que não era originalmente uma vogal de apoio, como em romeno spulbera ‘para espanar’, de *ex-pulverāre. Compare também /ˈskala, eksˈkadere/ > *[ɪsˈkala, eskaˈdere] > italiano scala, scadere; francês échelle, échoir.[24]

- /eː/ e /oː/ antes de /stj/ são alçados, respetivamente, para /iː/ e /uː/, como em /ˈbeːstia, ˈoːstium/ > /ˈbiːstja, ˈuːstjo/; italiano biscia, uscio.
- Os verbos compostos cujo prefixo seja acentuado são geralmente refeitos de acordo com o seu equivalente sem prefixo, com a tônica deslocada para a frente do prefixo, como em /ˈDispliket/[a] > */disˈplaket/, por analogia com a forma não-prefixada /ˈplaket/. /ˈrekipit/ simplesmente produz /reˈkipit/ (em vez de */reˈkapit/), talvez porque o verbo, embora reconhecível como um composto, não fosse fácil de identificar com o original /ˈkapit/.  Algumas palavras, como /ˈkolliɡoː/, aparentemente não são reconhecidas como compostos e, portanto, permanecem inalteradas.  Substantivos monossilábicos que terminam em consoante recebem um final epentético /e/, como em /ˈrem/ > /ˈren/ > /ˈrene/ > francês rien.

- O comprimento de vogal, quando fonêmico, diminui gradualmente através das seguintes mudanças (que afetam apenas o comprimento da vogal, não a qualidade): [25]
  - Vogais longas passam a ser curtas em sílabas átonas.
  - Vogais longas passam a ser curtas em sílabas fechadas tônicas.
  - Vogais curtas alongam-se em sílabas abertas tônicas.

- Por conta do exposto acima, o inventário vocálico muda de /iː i eː e a aː o oː u uː/ para /i ɪ e ɛ a ɔ o ʊ u/, com diferenças preexistentes na qualidade vocálica alcançando status fonêmico e sem distinção entre /a/ original e /aː/. E também:
  - /ɛ/ átono e /ɔ/ mesclar em /e/ e /o/ respectivamente. [26]
  - Na segunda sílaba das palavras com a estrutura [ˌσσˈσσ], /i/ e /u/ coalescem em /ɪ/ e /ʊ/ respectivamente. [27]

- /j/ medial funde-se com uma consoante precedente e a palataliza, como em /ˈkaːseum/ > /ˈkaːsju/ > /ˈkasʲu/ > Italiano /ˈkatʃo/ . [28]

## Mudanças esporádicas
- Vogais que não /a/ são frequentemente sincopadas em sílabas internas de palavras átonas, especialmente em contato com consoantes líquidas ou, em menor grau, consoantes nasais ou /s/, como em /ˈanɡulus, ˈkalida, ˈspekulum/ > /ˈanɡlʊs, ˈkalda, ˈspɛklu/ . [29]
  - Nalguns vocábulos, sílabas iniciais átonas seguidas de /r/ são sincopadas, como em /kʷiriːˈtaːre, diːˈreːktus/ > /kriˈtare, ˈdrektʊs/ . [30]
  - Se isso resultar em /β/ seguido por uma consoante, pode haver vocalização para /u̯/, como em /ˈfabula/ > /ˈfaβla/ > * /ˈfau̯la/ [31] > italiano fòla [32] (cf. romeno faulă).
  - Se a síncope resultar em /tl/, o cluster geralmente é substituído por /kl/, como em /ˈwetulus/ > /ˈβɛklʊs/ . [33]
- Nos casos em que uma vogal longa precede uma consoante geminada, ou a vogal será encurtada ou a consonante deixará de ser geminada  de forma imprevisível, às vezes levando a pares como /ˈkuppa~ˈkuːpa/ > /ˈkʊppa~ˈkupa/ > espanhol copa, cuba ; francês coupe, cuve . [34]
  - Desde muito cedo, vogais longas às vezes se encurtam em sílabas fechadas, mesmo se forem seguidas por duas consoantes diferentes, levando a variações como /ˈuːndekim~ˈundekim/ > /ˈundekɪ~ˈʊndekɪ/ > italiano undici, espanhol once . [35]
  - Por outro lado, o cluster [ŋk] pode alongar as vogais precedentes desde cedo, como em [ˈkʷɪŋkʷɛ] > [ˈkʷiːŋkʷɛ] > [ˈkiŋkʷɛ] . [36]

- As vogais pretônicas esporadicamente se assimilam ou se dissimilam da vogal tônica da sílaba seguinte. [37]
  - /a/ pode dissimilar para /o/ antes de um /a/, como em /naˈtaːre/ > /noˈtare/ .
  - /iː/ pode dissimilar a /e/ antes de um /iː/, como em /diːˈwiːnus, wiːˈkiːnus/ > /deˈβinʊs, βeˈkinʊs/ .
  - /au̯/ pode dissimilar a /a/ antes de um /u(ː)/, como em /au̯ˈɡustus, au̯skulˈtaːre/ > /aˈɡʊstʊs, askʊlˈtare/ .
  - /o/ pode dissimilar a /e/ antes de uma vogal posterior, como em /roˈtundus, soˈroːre/ > /reˈtʊndʊs, seˈrore/ .
  - /i/ pode ser assimilado em /a(ː)/, como em /silˈwaːtikus/ > /salˈβatɪkʊs/ .
  - /eː/ pode ser assimilado em /oː/ que se lhe seguir, como em * /reːniˈoːne/ > * /roˈnʲone/ .
  - /iː/ pode ser assimilado em /eː/ que se lhe segue, como em /diːˈreːktus/ > * /deˈrektʊs/ .

- /oː/ e /u/ podem produzir uma vogal posterior semiaberta arredondada se seguida por /β/, como em /ˈoːwum, ˈkolubra/ > /ˈɔβu, koˈlɔβra/ > Italiano uovo, Sardo colòra.[38]

- /a/ pode produzir uma vogal média se precedida de /j/, como em /jakˈtaːre/ > */jekˈtare/.[39]

- /r/ assimila-se em /s/ nalguns casos, como em /ˈdorsum/ > /ˈdɔssu/.[40]
  - Após vogal longa, o /ss/ produzido reduz-se em /s/, como /ˈsuːrsum/ > /ˈsusu/.
- /kr/ inicial /kV/ às vezes são vozeados, como em /ˈkrassus/ > /ˈɡrassʊs/.[41]
  - Isso ocorre bastante em empréstimos do grego. κρυπτή, καμπή > */ˈɡrʊpta, ˈɡamba/ > italiano grotta, gamba.[42]

- /nd/ às vezes assimila-se em /nn/, como no par grundīre~grunnīre.[43]

- Há perda ou assimilação ocasional do /s/ final, mas não é regular até um período muito posterior. [44]

- Quando duas sílabas vizinhas contêm /r/, um /r/ frequentemente se dissimilam em /l/ ou caem. [45]